# Kire Ristevski
Kire Ristevski (Macedonisch: Кире Ристевски) (Bitola, 22 oktober 1990) is een Noord-Macedonisch voetballer die doorgaans als centrale verdediger speelt. Medio 2021 verruilde hij het Hongaarse Újpest FC voor AEL Limassol op Cyprus. Ristevski debuteerde in 2014 in het Macedonisch voetbalelftal.